# Битва під Павоном (1861)
Битва під Павоном — ключова битва громадянської війни в Аргентині, що відбулась поблизу річки Павон у провінції Санта-Фе, Аргентина, 17 вересня 1861 року між арміями Буенос-Айреса, яку очолював Бартоломе Мітре, та національної армії під командою Хусто Хосе де Уркіса. В результаті битви Уркіса зазнав поразки.
Битва стала кінцем Конфедерації, Буенос-Айрес став домінуючою провінцією в державі.